# Radiofarmaceutici
Radiofarmaceutici, radiotraseri su medicinska sredstva (radioaktivni elementi ili jedinjenja obeležena radioizotopima ili radionukleidima) koja se koriste u oblasti nuklearne medicine kao markeri (obeleživači ili traseri) za dijagnozu i lečenje mnogih bolesti. Broj različitih radionuklida koji se koriste u nuklearnoj medicini je relativno mali, dok se sa druge strane, broj jedinjenja označenih (radionuklidom)  mnogo veći, i u neprekidnom je porastu, zbog sve uspešnijih i aktivnijih istraživanja u oblasti radiohemije. Zato treba očekivati da će se primena radionuklida u medicini, u budućnosti, biti prisutna, u većem obimu nego danas, bez obzira na razvoj drugih, neradioaktivnih, tehnika. Razlog je, u prvom redu, velika osetljivost zajedno sa mogućnošću praćenja procesa u zatvorenom sistemu kakav je ljudsko telo, spoljnim detektorima. Dok su istovremeno koncentracije radioaktivnih lekova tako male da ne stvaraju nikakav farmakodinamiski učinak. 

## Opšte informacije
Otkriće radioaktivnosti otvorilo je radionuklidima široku oblast primene u medicini. Formirane su nove naučne disciplinea a poseban značaj za primenu radioaktivnosti ima razvoj radijacione hemije, radijacione biologije i nuklearne medicine. Osim u istraživačke svrhe, radionuklidi se sada redovno primenjuju u medicini, najvećim delom u dijagnostici ali i terapiji.
Razlog za veliku primenu radionuklida u medicinije, je taj, što svako sredstvo uneto u organizam, bilo u cilju dijagnostike ili terapije, mora što manje remetiti njegove funkcije, a radionuklidi su za tu namenu vrlo pogodni. Naime radionuklidi imaju veliku osetljivost a njihova primena zasniva se na izuzetno niskim koncentracijama supstanci tako da se, kod radiofarmaceutika, hemijske osobine obeleženog molekula skoro i ne remete.
| „ | Zbog toga će i ubuduće, bez obzira narazvoj metoda kod kojih se ne koriste radionuklidni traseri, njihova primena mnogim slučajevima biti neizbežna. | ” |

### Proizvodnja radionukleida
Ciklotron i nuklearni reaktor dva su komplementarna aparata koji se koriste za rutinsku proizvodnju radionuklida. Svaka ima svoje prednosti i nedostatke. 
Ciklotroni
Za razliku od reaktora u ciklotronima se koriste snoponi protona i deuterona. Prednost ciklotrona ogleda se u tome što se koriste za proizvodnju kratkoživećih radionuklida a pre svega za dobijanje pozitronskih emitera za Pozitronsku emisionu tomografiju (PET).
Od ciklotronskih radionuklida primat u proizvodnji imaju 11C, 13N, 15O i 18F, koji se koriste za PET i 0,511 MeV SPET. Pored njih od značaja su 64Cu, 124I i generatorski parovi 68Ge/68Ga i 82Sr/82Rb. 
U fazi istraživanja je još nekoliko radionuklida kao što su 38K, 45Ti, 73Se, 75Br, 76Br, 82mRb, 94mTc, 124I kao i generator 62Zn/62Cu. 
Za klinički SPET koriste se  67Ge, 111In, 123I i 201Tl. Komercijalni proizvodi su 18F,  67Ge i 103Pd, kao i generatori 81Rb/81mKr, 123Xe/123I i 201Pb/201Tl. 
Neki reaktorski radionuklidi za terapiju mogu se dobiti i u ciklotronu: 64Cu, 67Cu, 103Pd, 186Re i 211At.
Reaktori
U reaktoru se za izazivanje nuklearne reakcije koriste termalni i brzi neutroni za razliku od ciklotrona ge se koriste snoponi protona i deuterona. U nekim slučajevima, kao na primer, kod dobijanja 211At, koriste se i alfa čestice. 
Važna su i dva generatorska sistema: 166Dy/166Ho i 188W/188Re, kod primene reaktora.
U rutinskoj proizvodnji, reaktor se koristi za dobijanje velikih aktivnosti 3H, 14C, 35S, 32P, 51Cr, 125I, 131I i nekih drugih radionuklida. Naročito je važna reakcija fisije uranijuma kod koje se, izmedju ostalih, iz ozračene mete izdvajaju vrlo bitni radionuklidi 99Mo, 125I i 131I.
U mnogim klinikama najveća potražnja u terapiji je za 32P, 67Cu, 89Sr, 90Y, 103Pd, 117mSn, 153Sm, 165Dy i 186Re.

## Strategije za obeležavanje malih molekula radionuklidima
Danas u nuklearnoj medicini postoje dve različite strategije za obeležavanje malih molekula radionuklidima, a to su; direktna distribucija i kreiranje analoga.

### Direktna substitucija
Prvi pristup je, direktna substitucija, stabilni atom u molekulu zamenskim radioaktivnim atomom istog elementa. Na primer zamena 12C atoma u glukozi 11C atomom, tako da ovaj radiofarmaceutik prolazi kroz isti metabolički proces u telu kao i neoznačena glukoza.

### Kreiranje analoga
Drugi pristup obeležavanju jedinjenja je kreiranje analoga, što uključuje modifikaciju originalnog jedinjenja. Analogna jedinjenja omogućuju korišćenje radioaktivnih izotopa elemenata koji nisu široko rasprostranjeni u prirodi, ali koji imaju odlične karakteristike zaprimenu u nuklearno-medicinskom imidžingu (npr fluor i jod). 
Analozi takođe omogućavaju istraživačima da u povoljnom smislu promene biološke osobine molekula, menjajući mu brzinu metabolizma  ili apsorpcije. Na primer, zamenom hidroksilne OH grupe na drugom ugljenikuu glukozi sa florom-18, dobija se FDG, analog glukoze. Prednost kreiranja ovog analoga u odnosu na zamenu sa ugljenikom-11, je u tome što se dobija trajniji radioaktivni marker. 
Nedostaci analoga
Međutim, FDG ima nedostataka jer u organizmu prati (oponaša) metabolički put glukoze samo do određenog nivoa, a ne u potpunosti. Tako se može reći da je mana analoga u tome što se oni neponašaju potpuno identično kao i originalna jedinjenja.
Ove razlike moraju biti pažljivo proučavane ako se analog koristi za merenje biološke funkcije vezane za originalni molekul.

## Podela radiofarmaceutika prema nuklearnomedicinskim tehnikama
Radiofarmaceutici obeleženi gama emiterima za emisionu kompjuterizovanu tomografiju pojedinačnim fotonima (SPECT)
Radiofarmaceutici obeleženi pozitronskim emiteraima za pozitronsku emisionu tomografiju (PET)

## Vrste
Niz radiofarmaceutika je baziran na tehnicijumu-99m (Tc-99m) koji poseduje brojna korisna svojstva kao gama-emitujući nuklid. Više od trideset lekova ima Tc-99m osnovu. Oni se koriste za snimanje i funkcionalna ispitivanja mozga, miokardijuma, štitne žlezde, pluća, jetre, žučne kese, bubrega, skeletona, krvi i tumora.

## Literatura
- M. J. Welch (Editor), Handbook of Radiopharmaceuticals, Wiley, 1st edition, 2002.
- G. B. Saha, Fundamentals of Nuclear Pharmacy, Springer; 5th edition, 2005.
- R. J. Kowalsky, S. W. Falen, Radiopharmaceuticals in Nuclear Pharmacy & Nuclear Medicine, APhA Publications; 2nd edition 2004.
- G. Stöcklin, V.W. Pike (Editors), Radiopharmaceuticals for Positron Emission Tomography - Methodological Aspects (Developments in Nuclear Medicine), Springer; 1 edition, 2002.
- N. Vanlić-Razumenić (urednik), Radiofarmaceutici - sinteze, osobine i primena, Velarta, Beograd, 1998.

## Spoljašnje veze
Медији везани за чланак Radiofarmaceutici на Викимедијиној остави

- Radiofarmaceutika Архивирано на веб-сајту  (16. март 2020)